# Vernon Coleman
 (avril 2021).
La mise en forme du texte ne suit pas les recommandations de Wikipédia : il faut le « wikifier ».
Les points d'amélioration suivants sont les cas les plus fréquents :
- Les titres sont pré-formatés par le logiciel. Ils ne sont ni en capitales, ni en gras.
- Le texte ne doit pas être écrit en capitales (les noms de famille non plus), ni en gras, ni en italique, ni en « petit »…
- Le gras n'est utilisé que pour surligner le titre de l'article dans l'introduction, une seule fois.
- L'italique est rarement utilisé : mots en langue étrangère, titres d'œuvres, noms de bateaux, etc.
- Les citations ne sont pas en italique mais en corps de texte normal. Elles sont entourées par des guillemets français : « et ».
- Les listes à puces sont à éviter, des paragraphes rédigés étant largement préférés. Les tableaux sont à réserver à la présentation de données structurées (résultats, etc.).
- Les appels de note de bas de page (petits chiffres en exposant, introduits par l'outil «  Source ») sont à placer entre la fin de phrase et le point final[comme ça].
- Les liens internes (vers d'autres articles de Wikipédia) sont à choisir avec parcimonie. Créez des liens vers des articles approfondissant le sujet. Les termes génériques sans rapport avec le sujet sont à éviter, ainsi que les répétitions de liens vers un même terme.
- Les liens externes sont à placer uniquement dans une section « Liens externes », à la fin de l'article. Ces liens sont à choisir avec parcimonie suivant les règles définies. Si un lien sert de source à l'article, son insertion dans le texte est à faire par les notes de bas de page.
- La présentation des références doit suivre les conventions bibliographiques. Il est recommandé d'utiliser les modèles {{Ouvrage}}, {{Chapitre}}, {{Article}}, {{Lien web}} et/ou {{Bibliographie}}. Le mode d'édition visuel peut mettre en forme automatiquement les références.
- Insérer une infobox (cadre d'informations à droite) n'est pas obligatoire pour parachever la mise en page.

Pour une aide détaillée, merci de consulter Aide:Wikification.
Si vous pensez que ces points ont été résolus, vous pouvez retirer ce bandeau et améliorer la mise en forme d'un autre article.
Vernon Coleman, né le 18 mai 1946, est un ancien médecin généraliste britannique devenu journaliste, puis chroniqueur polémiste et auteur de romans.
Il défend des positions populistes et adhère à de nombreuses théories du complot, sur la vaccination et la responsabilité du VIH dans le sida par exemple.
Ses déclarations infondées sur la pandémie de Covid-19 ainsi que ses diatribes contre la campagne mondiale de vaccination suscitent polémiques et critiques.
Il milite par ailleurs contre la vivisection.

## Biographie

### Jeunesse
Coleman est né en 1946, fils et unique enfant d'un ingénieur électricien. Il grandit à Walsall, Staffordshire, dans les Midlands de l'Ouest en l'Angleterre, où il fréquente la Queen Mary's Grammar School (en). Enfant, Coleman, indécis sur une carrière, décide à 12 ans de devenir médecin sur les conseils d'un ami de la famille. Avant d'entrer à la faculté de médecine de Birmingham, il se porte volontaire entre 1964 et 1965 à Liverpool, pour amener les enfants à aider les personnes âgées en nettoyant leurs maisons et en faisant leurs courses.

### Médecin
Coleman obtient son diplôme de médecine en 1970, et devient médecin généraliste. En 1981, le ministère de la Santé et de la Sécurité sociale (DHSS) lui inflige une amende pour avoir refusé d'écrire les diagnostics sur des notes de maladie, ce qu'il considère comme une violation de la confidentialité du patient. Il n'est plus enregistré ou autorisé à exercer en tant que généraliste, après avoir renoncé à sa licence médicale en mars 2016. Anti-vivisectionniste, Coleman, se parant du titre de « professeur », interpelle la Chambre des lords au sujet de la vivisection. Il affirme en effet avoir été nommé professeur par l'International Open University, un organisme basé au Sri Lanka, initialement fondé en Union soviétique.

### Écrivain et polémiste
Coleman est un auteur auto-publié d'une série de livres et blogueur de théories du complot et d'affirmations pseudoscientifiques. Après avoir publié son premier livre, The Medicine Men, accusant le National Health Service d'être contrôlé par des sociétés pharmaceutiques, Coleman le quitte pour se concentrer sur son écriture.
Un éditorial de 1989, dans le British Medical Journal critique ses commentaires sur la lèpre après l'annonce que Diana, princesse de Galles allait serrer la main d'une personne atteinte de la lèpre. L'incident a été couvert sur Hard News de Channel 4, Coleman refusant de comparaître sans compensation de ses frais de voyage.
En 1994, un juge de la Haute Cour décrète une injonction temporaire empêchant Coleman de publier l'adresse du domicile ou le numéro de téléphone de Colin Blakemore, ciblé par des militants anti-vivisection. Il a également accepté de ne rien publier sur Blakemore, qui pourrait compromettre sa sécurité et de donner aux avocats les noms de toute personne à qui il aurait déjà donné l'information.
En 1996, Coleman publie How to Stop Your Doctor Killing You, que la Advertising Standards Authority soumet à une interdiction de publicité. Depuis 2004, il publie ses livres à compte d'auteur après le refus d'Alice's Diary, un livre sur son chat. Coleman a également écrit sous plusieurs noms de plume ; à la fin des années 1970, il publie trois romans sur la vie de médecin généraliste sous le nom d'Edward Vernon. 
Le roman de Coleman, La Guerre du chou de Mme Caldicot (1993) est transposé dans le film du même nom en 2002.[réf. nécessaire]
En 2003 Coleman démissionne du Sunday People, où il avait été censuré par la Press Complaints Commission.

### Controverses

#### Sur le sida
Écrivant pour le journal The Sun dans les années 1980, Coleman a nié que le sida représentait un risque important pour la communauté hétérosexuelle. Plus tard, il a affirmé que le SIDA est un canular, écrivant : « Je suis maintenant d'avis que la maladie que nous connaissons sous le nom de SIDA n'existe probablement pas et n'a jamais existé ». Ces allégations ont été rejetées par la communauté médicale.
Le 3 novembre 1988, dans The Sun, Coleman écrit : « Ceux qui prétendent encore que le SIDA est une menace majeure pour ceux qui aiment les rapports sexuels hétérosexuels sont soit analphabètes, soit irresponsables ». Le 3 août 1989, il écrit une lettre au rédacteur en chef de The Independent affirmant que « votre article [pour la défense de la sensibilisation au sida] a simplement contribué à perpétuer un mythe de longue date - que le sida est une menace pour les hétérosexuels ». Le 10 août 1989, la colonne Health Matters de Coleman a demandé qu'une campagne de sensibilisation au sida soit abandonnée.
Le 17 novembre 1989, The Sun publie un article sous le titre « Straight sex cannot give you AIDS — official », affirmant que « la maladie meurtrière du SIDA ne peut être attrapée que par les homosexuels, les bisexuels, les junkies ou toute personne ayant reçu une transfusion sanguine contaminée ». Le jour suivant, Coleman a soutenu les affirmations du Sun avec un article sous le titre « Sida - Le hoax du siècle », affirmant de la même manière que le SIDA ne représentait pas un risque important pour les hétérosexuels, que les sociétés médicales, les médecins et les fabricants de préservatifs conspiraient pour effrayer le public et avait tout intérêt à tirer profit des messages d'intérêt public, et que les militants moraux tentaient de faire peur aux jeunes dans le célibat pour établir les valeurs familiales traditionnelles. Coleman a également affirmé que les militants homosexuels « craignaient qu'une fois que l'on savait que le sida n'était pas une menace majeure pour les hétérosexuels, les fonds destinés à la recherche sur le sida chuteraient ».

#### Décisions de l'Autorité des normes de publicité
En 2005, l'Autorité des normes de publicité (ASA) a interdit une publicité pour un livre publié par Coleman intitulé How to Stop Your Doctor Killing You qui affirmait que les médecins étaient "la personne la plus susceptible de vous tuer". L'ASA a retenu les plaintes selon lesquelles l'annonce était trompeuse, offensante et dénigrait la profession médicale. L'ASA a conclu que les affirmations de Coleman manquaient de preuves, et qu'elles étaient « irresponsables » et « susceptibles de décourager les personnes vulnérables de rechercher un traitement médical essentiel ». En réponse à la décision, Coleman a demandé l'interdiction de l'ASA et a ensuite déposé une plainte auprès du Bureau du commerce équitable, affirmant que « l'action ou les actions de l'ASA enfreignent l'article 10 de la loi sur les droits de l'homme ». L'Office of Fair Trading n'a pas donné suite à la plainte de Coleman.
En 2007, l'ASA a de nouveau constaté que Coleman fait des déclarations trompeuses dans une publicité faisant la promotion d'un lien supposé entre manger de la viande et contracter le cancer. Coleman n'a pas répondu aux demandes de renseignements de l'ASA. Il a par la suite été jugé qu'il avait de nouveau enfreint le code de conduite de l'organisation, l'ASA estimant que la publicité de Coleman manquait à nouveau de preuves et était susceptible de provoquer une peur et une détresse indues. Coleman a reçu l'ordre de ne plus diffuser l'annonce et de répondre aux futures enquêtes de l'ASA.

#### Sur la pandémie de Covid-19
Dans la mouvance des thèses conspirationistes de QAnon, Vernon Coleman prétend que la pandémie de Covid-19 et la campagne de vaccination pour y faire face sont l’œuvre d’une élite maléfique décidée à éliminer plus de 90 à 95 % de la population mondiale afin de promouvoir son Agenda 21 et la grande réinitialisation (en anglais, The Great Reset). Il prédit la mort de centaines de millions de personnes à l’automne 2021 et dénonce une menace pour l’avenir même de l’humanité. Il prétend que les personnes vaccinées se transformeront rapidement en armes de destruction massive excrétant des virus plus dangereux que le coronavirus original. La menace pèserait tant sur les personnes vaccinées que non vaccinées dans le but de détruire l’humanité. Ces affirmations trompeuses et fallacieuses dénuées de tout fondement ont toutes été réfutées par des spécialistes de l’Institut Pasteur, de l’Agence européenne des médicaments (AEM) et de l’Université libre de Bruxelles interrogés par l'Agence France-Presse (AFP). La théorie de Vernon Coleman méconnaît les bases mêmes de la vaccination et du fonctionnement du système immunitaire, ignorant que l'immunité acquise grâce aux vaccins complète l'immunité naturelle sans diminuer celle-ci. Il s’en prend également aux mesures sanitaires prises par les gouvernements pour enrayer la pandémie prétendant qu’elles exercent un effet néfaste sur la santé, ce que contredit l'épidémiologiste belge Yves Coppieters. Il réfute également par avance, et de façon péremptoire, toute critique scientifique de ses propos, prétendant être victime d’une censure systématique organisée par le système à son encontre.

#### Sur le changement climatique
Vernon Coleman affiche ouvertement une opinion climato-sceptique. Il nie les évidences du réchauffement climatique ainsi que le mécanisme de l'effet de serre dans l'évolution du climat. Il s'oppose aux énergies renouvelables comme la production d'électricité au moyen d'éoliennes et de panneaux photovoltaïques.

### Position sur l'Europe et le Brexit
Vernon Coleman est un fervent opposant à l'Union européenne (UE) et un partisan du Brexit dur. Il considère l'UE comme une organisation fasciste créée par des nazis[source secondaire nécessaire].

### Vie privée
Coleman est marié à Donna Antoinette Coleman (née en 1972), qui a co-écrit les livres How To Conquer Health Problems Between Ages 50 and 120 (2003), et Health Secrets Doctors Share With their Families (2005) avec lui.[réf. nécessaire]